# Le Mesnil-Jourdain
Le Mesnil-Jourdain est une commune française située dans le département de l'Eure, en région Normandie.

## Géographie

### Localisation
|            | Surville, La Haye-le-Comte, Louviers | Pinterville |
| Quatremare | Mesnil-Jourdain                      | Acquigny    |
|            | Canappeville, Amfreville-sur-Iton    | Acquigny    |

### Hydrographie
La commune est située dans le bassin Seine-Normandie. Elle est drainée par l'Eure, le cours d'eau 01 de la Tête à Pierre et le cours d'eau 01 du Ravin de Becdal,,.
L'Eure, un canal, chenal et cours d'eau naturel non navigable d'une longueur de 229 km, prend sa source dans la commune de Longny les Villages et se jette  dans la Seine à Saint-Pierre-lès-Elbeuf, après avoir traversé 91 communes.Les caractéristiques hydrologiques de l'Eure sont données par la station hydrologique située sur la commune de Louviers. Le débit moyen mensuel est de 24,6 m3/s. Le débit moyen journalier maximum est de 135 m3/s, atteint lors de la crue du 29 mars 2001. Le débit instantané maximal est quant à lui de 137 m3/s, atteint le même jour.

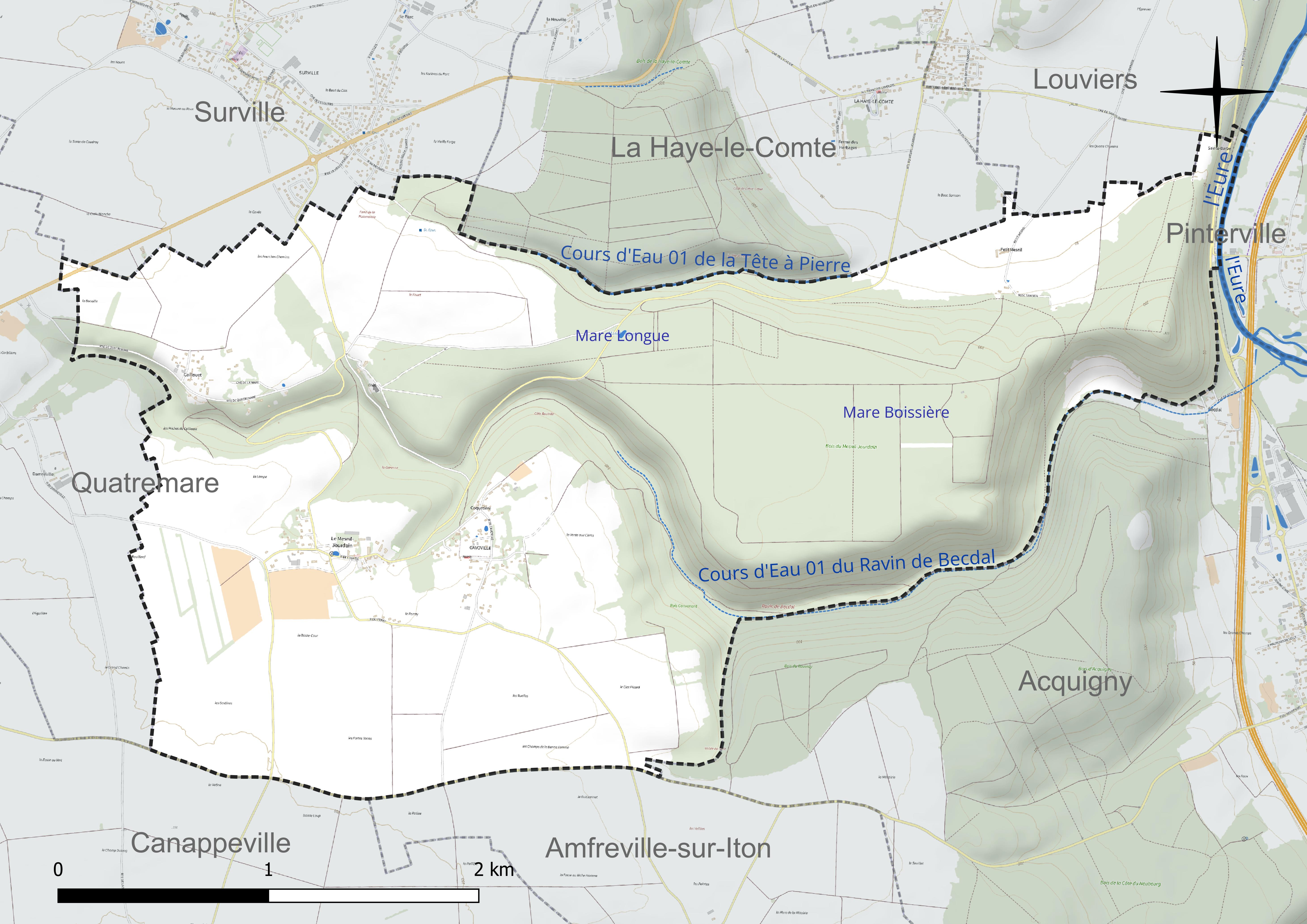
Réseau hydrographique du Mesnil-Jourdain.

Deux plans d'eau complètent le réseau hydrographique : la mare Boissière (0 ha) et la mare Longue (0,1 ha),.

### Climat
Pour des articles plus généraux, voir Climat de la Normandie et Climat de l'Eure.
En 2010, le climat de la commune est de type climat océanique dégradé des plaines du Centre et du Nord, selon une étude du CNRS s'appuyant sur une série de données couvrant la période 1971-2000. En 2020, Météo-France publie une typologie des climats de la France métropolitaine dans laquelle la commune est exposée à un climat océanique et est dans la région climatique  Côtes de la Manche orientale, caractérisée par un faible ensoleillement (1 550 h/an) ; forte humidité de l’air (plus de 20 h/jour avec humidité relative > 80 % en hiver), vents forts fréquents. Parallèlement le GIEC normand, un groupe régional d’experts sur le climat, différencie quant à lui, dans une étude de 2020, trois grands types de climats pour la région Normandie, nuancés à une échelle plus fine par les facteurs géographiques locaux. La commune est, selon ce zonage, exposée à un « climat des plateaux abrités », correspondant aux plaines agricoles de l’Eure, avec une pluviométrie beaucoup plus faible que dans la plaine de Caen en raison du double effet d’abri provoqué par les collines du Bocage normand et par celles qui s’étendent sur un axe du Pays d'Auge au Perche.
Pour la période 1971-2000, la température annuelle moyenne est de 10,3 °C, avec  une amplitude thermique annuelle de 13,9 °C. Le cumul annuel moyen de précipitations est de 713 mm, avec 11,5 jours de précipitations en janvier et 8,1 jours en juillet. Pour la période 1991-2020, la température moyenne annuelle observée sur la station météorologique la plus proche, située sur la commune de Louviers à 6 km à vol d'oiseau, est de 11,8 °C et le cumul annuel moyen de précipitations est de 719,5 mm,. Pour l'avenir, les paramètres climatiques de la commune estimés pour 2050 selon différents scénarios d’émission de gaz à effet de serre sont consultables sur un site dédié publié par Météo-France en novembre 2022.

## Urbanisme

### Typologie
Au 1er janvier 2024, Le Mesnil-Jourdain est catégorisée commune rurale à habitat dispersé, selon la nouvelle grille communale de densité à 7 niveaux définie par l'Insee en 2022.
Elle est située hors unité urbaine. Par ailleurs la commune fait partie de l'aire d'attraction de Louviers, dont elle est une commune de la couronne,. Cette aire, qui regroupe 44 communes, est catégorisée dans les aires de 50 000 à moins de 200 000 habitants,.

### Occupation des sols
L'occupation des sols de la commune, telle qu'elle ressort de la base de données européenne d’occupation biophysique des sols Corine Land Cover (CLC), est marquée par l'importance des territoires agricoles (50,2 % en 2018), une proportion identique à celle de 1990 (50,2 %). La répartition détaillée en 2018 est la suivante : 
forêts (49,8 %), terres arables (39,8 %), cultures permanentes (4 %), prairies (3,5 %), zones agricoles hétérogènes (2,8 %). L'évolution de l’occupation des sols de la commune et de ses infrastructures peut être observée sur les différentes représentations cartographiques du territoire : la carte de Cassini (XVIIIe siècle), la carte d'état-major (1820-1866) et les cartes ou photos aériennes de l'IGN pour la période actuelle (1950 à aujourd'hui).

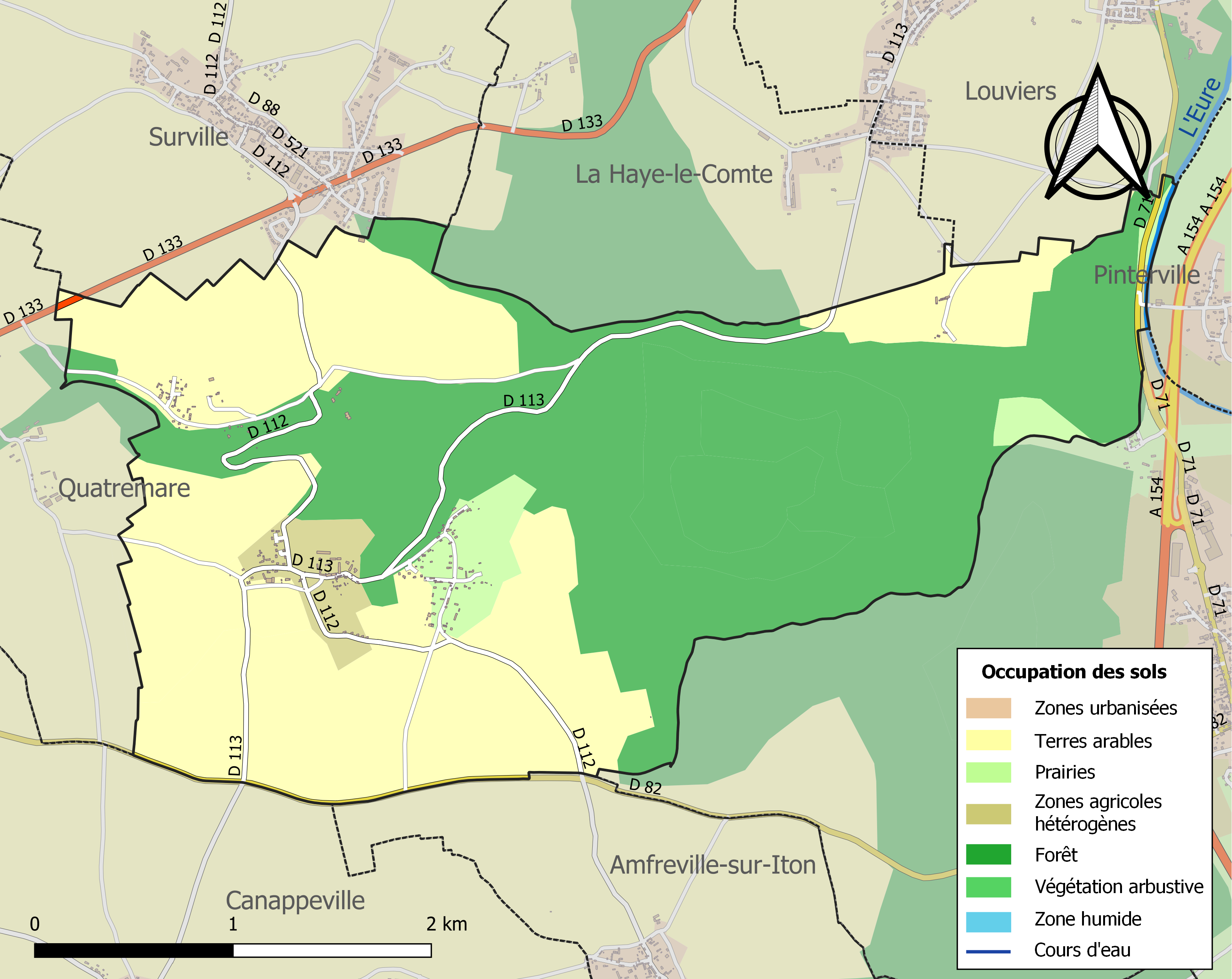
Carte des infrastructures et de l'occupation des sols de la commune en 2018 (CLC).

## Toponymie
Le nom de la localité est attesté sous la forme Mesnillum Jordani en 1190, Maisnilum Jordani vers 1192 (charte de Jean, évêque d’Évreux), Mesnillium Jordani en 1285 (cartulaire de Beaumont), Menil Jourdein en 1726 (Dictionnaire universel de la France).
Le Mesnil est un appellatif toponymique qui repose sur l’ancien français maisnil, mesnil « habitation avec pièce de terre, demeure, maison, manoir », et parfois « métairie », issu du bas-latin mansionile, dérivé neutre en -ile du latin mansio « résidence », lui-même un dérivé nominal du verbe manēre « demeurer, rester »,.
Jourdain, du latin Jordanis. Prénom qui à l'origine est un qualificatif des croisés qui se rendirent sur le Jourdain, en Palestine.

## Histoire
En 1826, la commune de Cavoville fut fusionnée avec Le Mesnil-Jourdain. Elle comptait, à cette époque, quelque 148 habitants.

## Politique et administration
| Période                                  | Période  | Identité        | Étiquette | Qualité                     |
| ---------------------------------------- | -------- | --------------- | --------- | --------------------------- |
| mars 2001                                | 2020     | Guillemette Nos | PS        | Retraitée de l'enseignement |
| 2020                                     | En cours | Pierrick Gilles |           |                             |
| Les données manquantes sont à compléter. |          |                 |           |                             |

## Démographie
L'évolution du nombre d'habitants est connue à travers les recensements de la population effectués dans la commune depuis 1793. Pour les communes de moins de 10 000 habitants, une enquête de recensement portant sur toute la population est réalisée tous les cinq ans, les populations de référence des années intermédiaires étant quant à elles estimées par interpolation ou extrapolation. Pour la commune, le premier recensement exhaustif entrant dans le cadre du nouveau dispositif a été réalisé en 2004.

En 2022, la commune comptait 238 habitants, en évolution de −3,25 % par rapport à 2016 (Eure : −0,25 %, France hors Mayotte : +2,11 %).
| 1793 | 1800 | 1806 | 1821 | 1831 | 1836 | 1841 | 1846 | 1851 |
| ---- | ---- | ---- | ---- | ---- | ---- | ---- | ---- | ---- |
| 355  | 371  | 346  | 325  | 350  | 339  | 316  | 326  | 324  |

| 1856 | 1861 | 1866 | 1872 | 1876 | 1881 | 1886 | 1891 | 1896 |
| ---- | ---- | ---- | ---- | ---- | ---- | ---- | ---- | ---- |
| 312  | 320  | 304  | 278  | 288  | 263  | 267  | 242  | 243  |

| 1901 | 1906 | 1911 | 1921 | 1926 | 1931 | 1936 | 1946 | 1954 |
| ---- | ---- | ---- | ---- | ---- | ---- | ---- | ---- | ---- |
| 232  | 168  | 185  | 142  | 133  | 99   | 124  | 135  | 135  |

| 1962 | 1968 | 1975 | 1982 | 1990 | 1999 | 2004 | 2006 | 2009 |
| ---- | ---- | ---- | ---- | ---- | ---- | ---- | ---- | ---- |
| 123  | 171  | 139  | 213  | 271  | 252  | 254  | 243  | 233  |

| 2014 | 2019 | 2022 | - | - | - | - | - | - |
| ---- | ---- | ---- | - | - | - | - | - | - |
| 233  | 236  | 238  | - | - | - | - | - | - |

## Culture locale et patrimoine

### Lieux et monuments

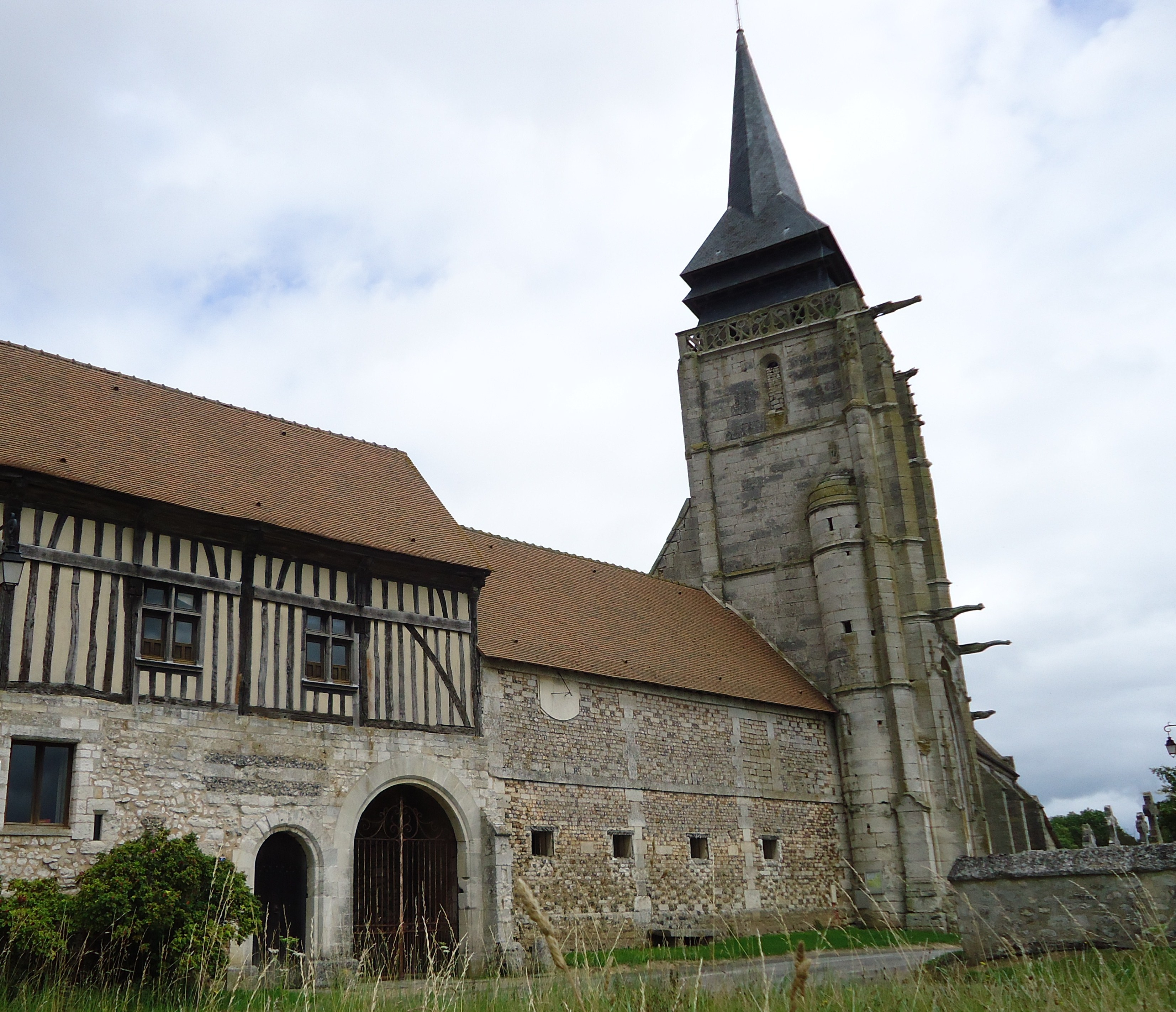
Église Notre-Dame,
.

- Croix de cimetière, du XVIe siècle, classée au titre des monuments historiques par arrêté du 20 juin 1952[31].

- Église Notre-Dame, du XIVe au XVIIe siècle, classée au titre des monuments historiques par arrêté du 14 juin 1961[32].

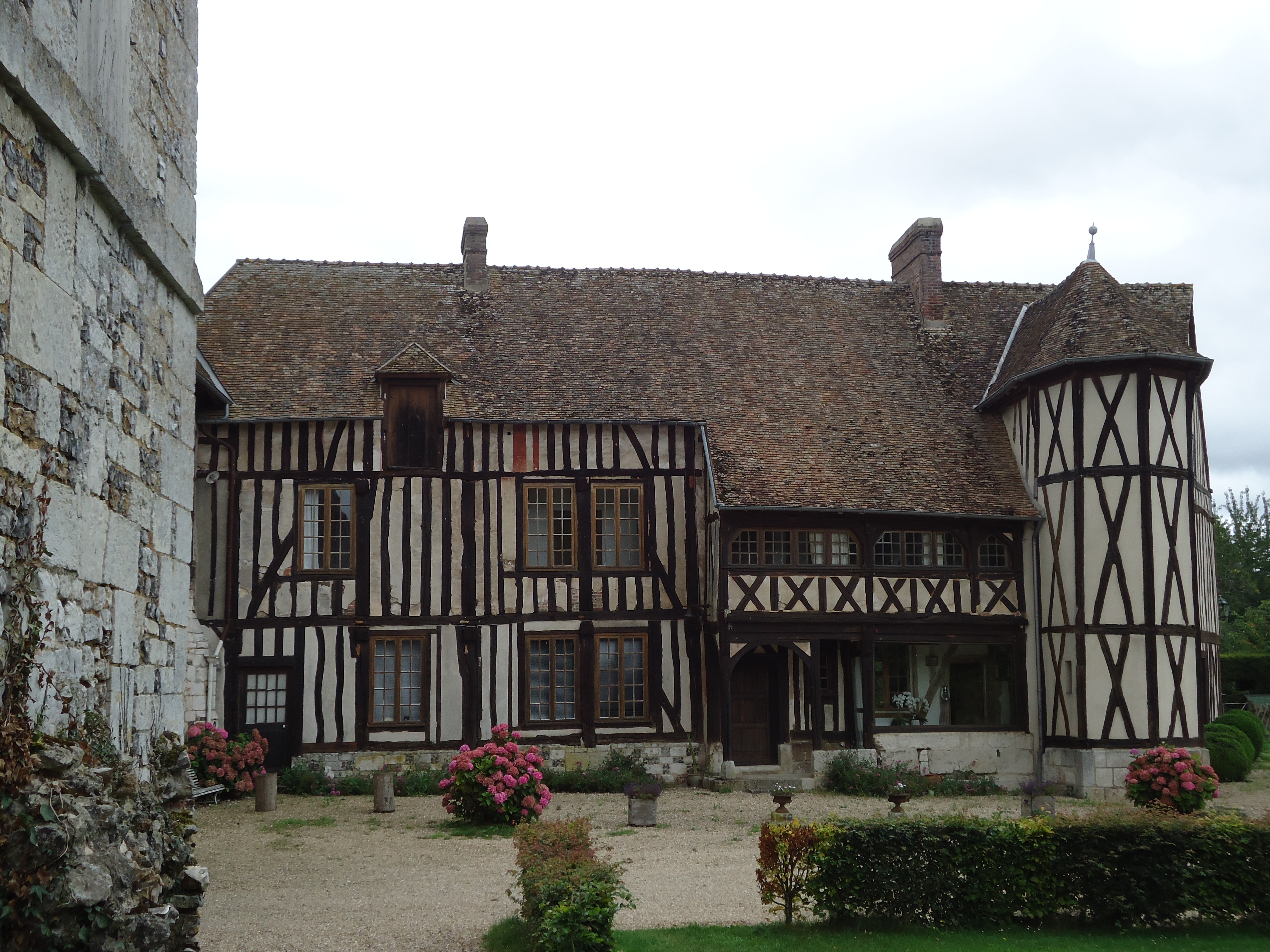
Manoir-Ferme d'Hellenvilliers,
.

- Manoir-ferme dit Manoir d'Hellenvilliers, des XVe, XVIe et XIXe siècles, dépendances et motte castrale, ensemble inscrit au titre des monuments historiques par arrêté du 25 octobre 1961[33],[34].
- Château de la Croix-Richard, au hameau de Caillouet, des XIXe et XXe siècles, inscrit au titre des monuments historiques par arrêté du 18 janvier 2021[35], sur lequel l'architecte Henri Jacquelin est intervenu.
- Prieuré de Pénitents Sainte-Barbe[36].

### Patrimoine naturel

#### Site classé
- Le vallon de Becdal,  Site classé (1993)[37].

Ce vallon  est recensé au titre des zones naturelles d'intérêt écologique, faunistique et floristique suivant la fiche numérotée 27 205 000.

## Personnalités liées à la commune
- Thomas Boullay devient vicaire en 1628, jusqu'en 1644. Il laisse son nom dans l'affaire des possessions de Louviers
- L'abbé Fernand Martin (auteur des Mots latins[38] et traducteur de L'imitation de Jésus-Christ[39]) fut curé du Mesnil-Jourdain.
- Armand Augustin Huet (18/11/1814-22/05/1885), maire de Gaillon, conseiller général de l'Eure, chevalier de la Légion d'honneur, y est né.